# Institut de technologie de Karlsruhe
Pour les articles homonymes, voir KIT.
L'Institut de technologie de Karlsruhe (en allemand : Karlsruher Institut für Technologie, KIT) est à la fois un centre de recherche national allemand au sein de la Helmholtz-Gemeinschaft et une université de recherche dans le Land de Bade-Wurtemberg . Le KIT compte parmi les institutions de recherche et d'éducation les plus importantes et prestigieuses en Allemagne et en Europe.
Le KIT est née de la fusion de l'université de Karlsruhe, fondée en 1825 en tant qu'université de recherche publique et le Centre de recherche de Karlsruhe (Forschungszentrum Karlsruhe), qui avait été initialement établi en 1956 en tant que centre national de recherche nucléaire (Kernforschungszentrum Karlsruhe). Le KIT est ainsi la seule institution en Allemagne à surmonter, sous la forme d'une fusion de deux institutions de types différents, le cloisonnement du paysage scientifique et de recherche allemand en institutions universitaires et extra-universitaires. La fusion des deux institutions a donné naissance au plus grand institut de recherche allemand.
L'institut de technologie de Karlsruhe figure dans différents classements bibliométriques comme l'université allemande la plus performante en matière de recherche dans les domaines de l'ingénierie et des sciences naturelles ,,,.
Le KIT est membre du réseau des TU9 et fait ainsi partie des universités techniques de pointe d’allemagne. En 2006, il fait partie des neuf universités allemandes labellisées « université d'excellence » lors de l'initiative d'excellence allemande ce que signifie que l'Institut de technologie de Karlsruhe disposera de moyens supplémentaires dans le domaine de la recherche en particulier. Dans le cadre de l'initiative d'excellence allemande suivante, le KIT a été récompensé comme l'une des onze "universités d'excellence" en 2019.
Dans la partie universitaire de l'actuel KIT, le génie mécanique a été fondé au milieu du XIXe siècle sous la direction de Ferdinand Redtenbacher (en), ce qui a influencé la fondation d'autres universités techniques, comme l'ETH Zurich en 1855. Le KIT se classe parmi les meilleures universités techniques d'Allemagne et d'Europe et fait également partie des pionniers de la recherche en informatique en Allemagne. L'université de Karlsruhe a créé la première faculté d'informatique en allemagne en 1972,,. Le 2 août 1984, le premier email d'allemagne a été reçu à l'université de Karlsruhe. Dans les années 1990, tous les domaines en .de ont été enregistrés et gérés à l'université de Karlsruhe. Il en a été de même pour les domaines chinois en .cn.
Le KIT compte parmi ses anciens élèves et professeurs 6 lauréats du prix Nobel, 9 lauréats du prix Gottfried-Wilhelm-Leibniz, mais aussi beaucoup d'inventeurs et entrepreneurs tels que Heinrich Hertz, Carl Benz ou encore les fondateurs de SAP SE. Le KIT a produit le plus grand nombre de cadres supérieurs en allemagne parmi les universités allemandes.

## Histoire

### Histoire de l'université de Karlsruhe

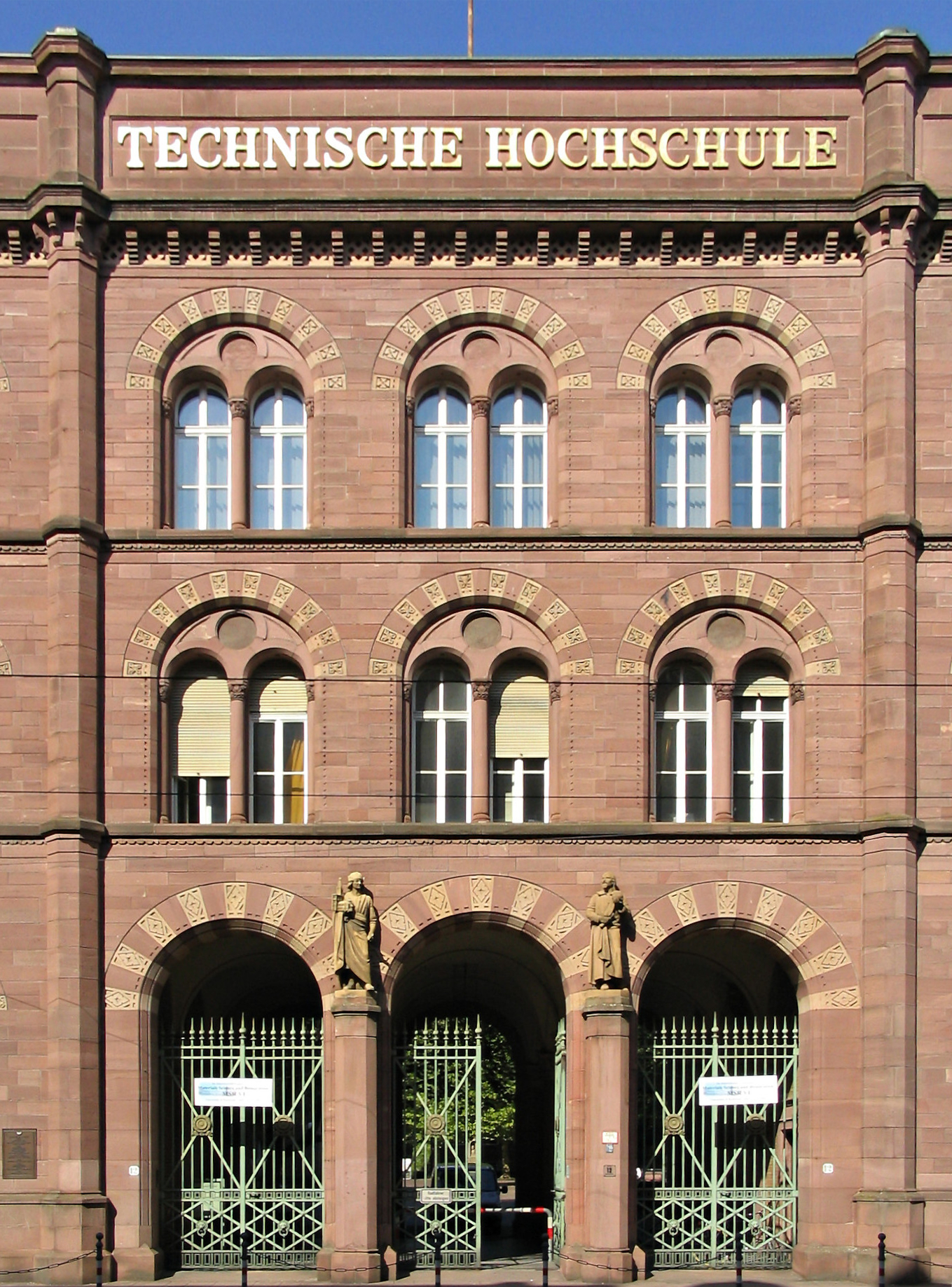
Portail principal de l'école polytechnique de Karlsruhe, fondée en 1825.

L'université de Karlsruhe fut fondée par le grand-duc Louis de Bade le 7 octobre 1825 sous le nom d'École polytechnique de Karlsruhe, à l'image de l'École polytechnique de Paris (D'ailleurs, l'École polytechnique de Karlsruhe servira à son tour de modèle à l'école polytechnique fédérale de Zürich.) 

Ancien logo de l'université.

 Dans les premiers programmes de l’école, elle est encore appelée Großherzogliche Badische Schule (en français : École grand-ducale badoise), soulignant son origine en tant qu’établissement fondé par le souverain régional .
En 1832, une Forstschule (école des sciences forestières) fut également créée en réponse à l'importance de la foresterie dans la région de Bade, en particulier dans la Forêt-Noire . Les deux établissements furent ensuite fusionnés pour former une seule institution technique élargie .
En 1865, le titre de grande école technique (Technische Hochschule) lui est remis par le grand-duc Frédéric Ier, dont elle portera le nom à partir de 1902 : « Fridericiana ». Ceci fait de Karlsruhe la plus ancienne grande école technique d'Allemagne, et la quatrième plus ancienne d'Europe. Elle se concentre traditionnellement sur l'ingénierie, les sciences naturelles et les sciences économiques.
En 1864, William Barton Rogers, le directeur fondateur du Massachusetts Institute of Technology, a fait allusion à la Polytechnische Schule de Karlsruhe : L'Institut polytechnique de Carlsruhe, qui est considéré comme l'école modèle de l'Allemagne et peut-être de l'Europe, est plus proche de ce que devrait être le Massachusetts Institute of Technology que n'importe quelle autre institution étrangère. .
En 1900, elle obtient le droit de délivrer le titre de docteur (Promotionsrecht) , et en 1903, elle est le premier établissement d'Allemagne à permettre à une femme, Irene Rosenberg, de poursuivre des études supérieures .
Conformément à une loi du Bade-Wurtemberg, la grande école technique Fridericiana devient finalement « l'université de Karlsruhe » (Universität Karlsruhe) en 1967 . En accord avec le désir du « parlement » de l'établissement (Großer Senat), l'appellation grande école technique (Technische Hochschule) est gardée en complément. D'où la dénomination officielle actuelle : Universität Karlsruhe (TH).
En 1969 l'université de Karlsruhe fut la première université en Allemagne à proposer des études en informatique . En 1972, la première faculté allemande d'informatique a été créée . La faculté d'informatique de Karlsruhe reste aujourd'hui une des plus grandes d'Allemagne : elle réunit à elle seule 10 % des diplômes en informatique délivrés en Allemagne et 12,5 % des doctorats.
Le 2 août 1984, le premier courriel d'Allemagne a été reçu à l'université de Karlsruhe.
En janvier 1994, l'université a pris en charge l'administration et l'enregistrement des noms de domaines Internet en .de pour une période de trois ans. Elle a continué d'en assurer l'exploitation technique jusqu'en 1999 .

#### Recteurs de l'université
- 1857 - 1862 Ferdinand Redtenbacher (directeur)
- 1895 - 1896 le directeur devient recteur.
- 1888 - 1889 et 1893 - 1894 Karl Schuberg
- 1895 - 1896 Reinhard Baumeister
- 1929 – 1936 Alfred Stock
- 1958 – 1961 Hans Leussink
- 1966 - 1968 Hans Rumpf
- 1968 - 1983 Professeur Dr. Dr.-Ing. h. c. Heinz Draheim
- 1983 - 1994 Professeur Dr. Dr. h.c. Heinz Kunle
- 1994 - 2002 Professeur Dr. Sigmar Wittig
- 2002 - 2009 Professeur Dr. sc. tech. Horst Hippler

### Histoire du Forschungszentrum Karlsruhe
Le Forschungszentrum a été créé en 1956 comme centre de recherche nucléaire. Avec l'abandon de la recherche nucléaire en Allemagne, le Forschungszentrum a réorienté sa recherche vers des domaines tels que la Fusion nucléaire, l'Environnement et la Physique théorique.

### Fusion des deux institutions
Le 6 mai 1996 la création d'un centre de calculs virtuel commun aux deux institutions initia la coopération entre celles-ci.
En 2006 l'université de Karlsruhe a été sélectionnée (avec l'université Louis-et-Maximilien de Munich et l'université technologique de Munich) afin de recevoir des fonds supplémentaires visant à dynamiser les universités allemandes dans le cadre de l'"Exzellenzinitiative". Plus précisément, elle reçoit depuis novembre 2006 21 millions d'euros par an sur une durée de 5 ans. Dans le dossier de candidature de l'"Exzellenzinitiative", l'Université de Karlsruhe a proposé sa fusion avec le Forschungszentrum Karlsruhe, dans le but de créer le Karlsruher Institut für Technologie, une institution qui serait capable de rivaliser avec les meilleurs universités technologiques comme le MIT.
Le 8 juillet 2009 le Landtag (parlement régional) de Bade-Wurtemberg accepte avec quelques modifications la proposition de loi du gouvernement régional du Land permettant la fusion des deux institutions. La loi est entrée en vigueur le 25 juillet 2009.
Le 1er octobre 2009, l'université de Karlsruhe est devenue légalement le Karlsruher Institut für Technologie

### Dénomination
Le nom de l'Institut de technologie de Karlsruhe (KIT) s'inspire ouvertement du Massachusetts Institute of Technology ?

## Enseignement

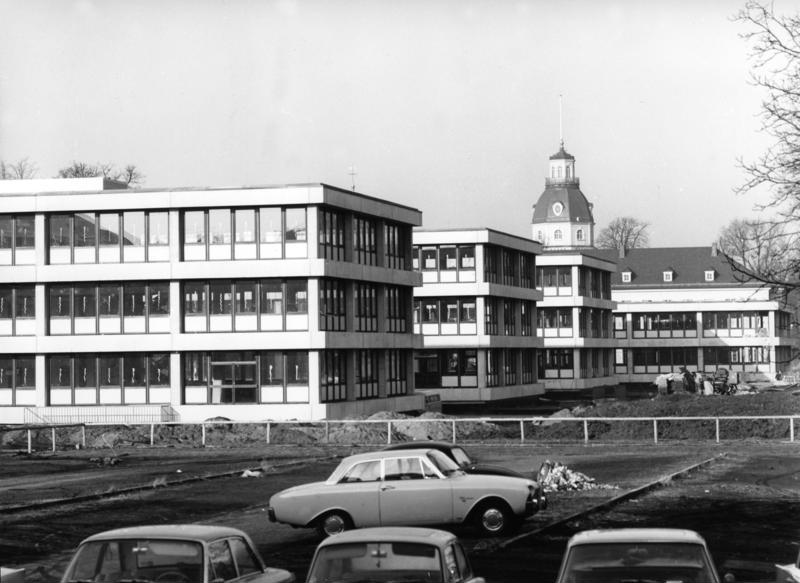
Faculté d'économie et de management du KIT en 1967, près du château de Karlsruhe.

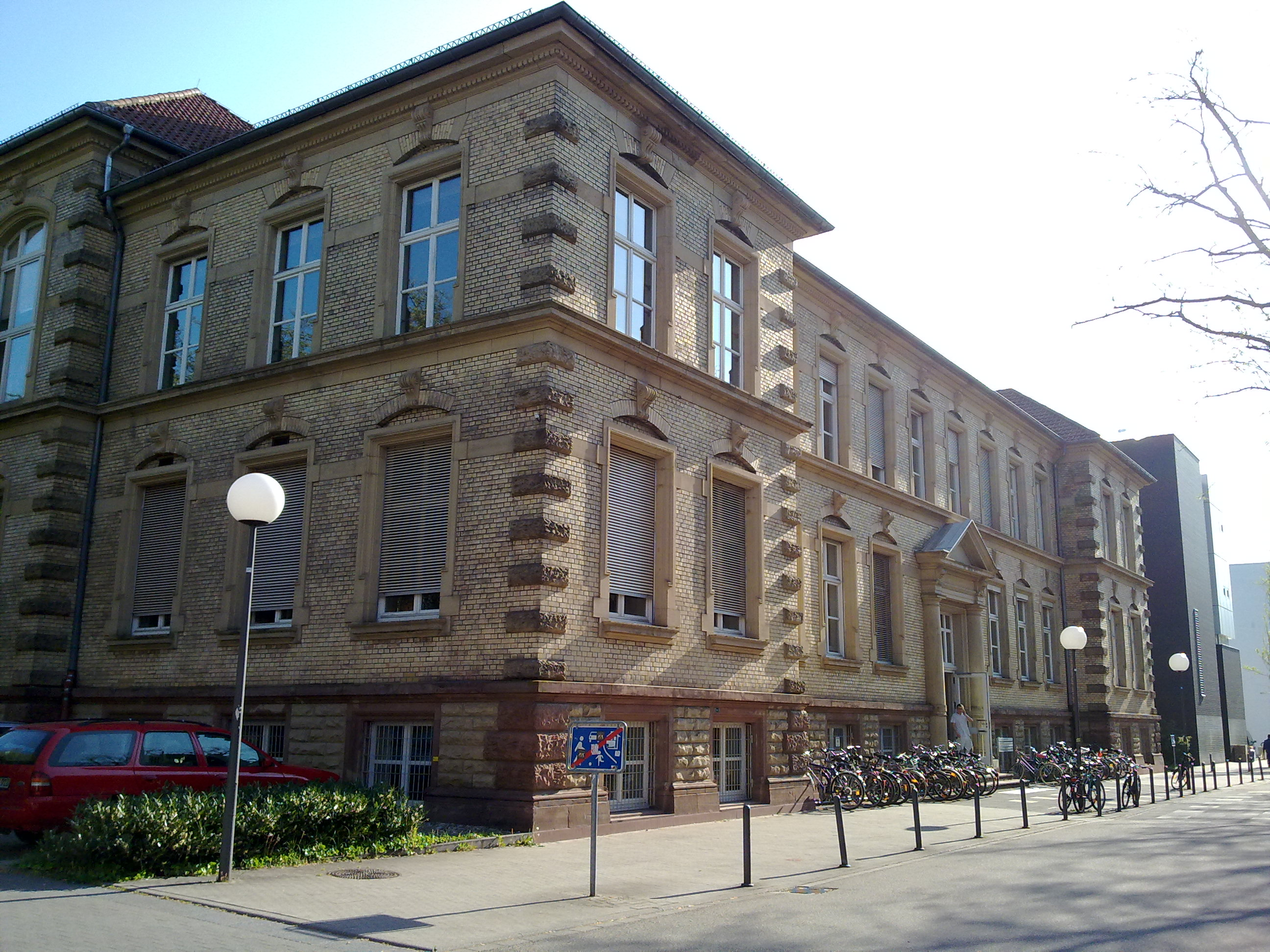
Institut d'électrotechnique du KIT.

Le KIT est structuré en onze facultés, regroupant plus de 150 instituts .

### Facultés
- Mathématiques
- Physique
- Chimie et biologie
- Sciences humaines et sociales
- Architecture
- Génie civil, géographie et sciences de l'environnement
- Génie mécanique
- Ingénierie chimique et sciences des procédés
- Électrotechnique et sciences de l'information
- Informatique
- Économie et Management

### Partenariats
L'Institut de technologie de Karlsruhe fait partie de la Confédération européenne des universités du Rhin supérieur ou réseau EUCOR, qui regroupe les universités du Rhin Supérieur que sont l'université de Bâle, l'université de Fribourg-en-Brisgau, l'université de Haute-Alsace et l'université de Strasbourg avec qui elle entretient des liens importants dans le cadre de la recherche et de l'enseignement. Les universités définissent leur coopération comme allant « du simple échange d'étudiants, d'enseignants et de chercheurs, à la reconnaissance mutuelle des acquis ou à la mise en place de formations intégrées et de projets scientifiques communs ». C'est dans le cadre de ce réseau qu'une école trinationale dont l'Institut de technologie de Karlsruhe est coresponsable, l'École supérieure de biotechnologie Strasbourg (ESBS) a été mise en place en 1988,, elle y envoie donc des étudiants et professeurs et accueille des étudiants de l'école.
L'Institut de technologie de Karlsruhe propose un grand nombre de programmes d'échange et de double-diplôme à ses étudiants, en France en particulier avec l'Ecole polytechnique, l'École normale supérieure de Lyon, l'École nationale supérieure d'arts et métiers, l'ESTP, l'ESIEE, l'ENSMM, l'Institut polytechnique de Grenoble, l'université de technologie de Compiègne et l'université Joseph-Fourier à Grenoble[réf. nécessaire]. Enfin, l'INSA de Lyon propose à ses étudiants de faire leurs deux années de préparation à l'Institut de technologie de Karlsruhe, en plus d'un accord de double diplôme.[réf. nécessaire]
KIT est un partenaire du projet scientifique pour la logistique urbaine et autonome du fret, efeuCampus à Bruchsal, qui est financé par le Land de Bade-Wurtemberg et Union européenne. L'Institut des technologies de transport et des systèmes logistiques (IFL) développe des systèmes de transport pour l'intralogistique, qui sont utilisés pour la robotique mobile et l'interaction homme-machine. Le projet développe des algorithmes de localisation et de navigation pour un environnement urbain, permettant aux véhicules de naviguer indépendamment sur la base de données laser et vidéo.

### HECTOR School of Engineering and Management
En 2005, le KIT a lancé une école de commerce et de technologie, la HECTOR School of Engineering and Management. L'école propose des programmes de maîtrise en sciences, des certificats et des qualifications de transfert individuelles en étroite collaboration avec l'industrie. Elle propose sept programmes de Master of Science dans les domaines de la production, de la logistique, de la gestion financière et gestion des risques, des technologies de l'information, des énergies renouvelables et de la mobilité:
- Master of Science en ingénierie et gestion de l'énergie
- Master of Science en ingénierie et gestion des systèmes de mobilité
- Master of Science en gestion du développement de produits
- Master of Science en gestion de la production et des opérations
- Master of Science en ingénierie et gestion des systèmes d'information
- Master of Science en ingénierie financière

## Recherche
L'Institut de Technologie de Karlsruhe est membre du Helmholtz-Gemeinschaft, le plus grand organisme de recherche allemand. Dans les sciences naturelles aucune université allemande ne reçoit plus de fonds de la Deutsche Forschungsgemeinschaft (DFG, Fondation allemande de la recherche).

## Entrepreneuriat
Le KIT est considéré comme l’un des moteurs majeurs de la scène start-up dans la région technologique de Karlsruhe. Avec sa plateforme dédiée à l’entrepreneuriat, la KIT-Gründerschmiede, fondée en 2013 à l’initiative d’étudiants et de membres du personnel, le KIT offre un accompagnement structuré aux porteurs de projets. La Gründerschmiede soutient les étudiants, chercheurs et anciens diplômés grâce à un mentorat personnalisé, des événements de réseautage, de nouveaux formats pédagogiques, ainsi qu’une plateforme de financement participatif nommée KITcrowd. Elle encourage à la fois les spin-offs issues de la recherche scientifique et les initiatives entrepreneuriales étudiantes .
Chaque année, plus de 30 start-ups voient le jour dans l’environnement du KIT, et environ 300 entreprises ont été fondées entre 2008 et 2018, ce qui témoigne d’une culture entrepreneuriale particulièrement dynamique .
D'autres initiatives, telles que le Centre pour l'entrepreneuriat interdisciplinaire, accompagnent les projets dans leurs premières phases, notamment lors de l'élaboration d'idées et du modèle d'affaires. La PionierGarage, un groupe étudiant du KIT, joue également un rôle clé. Elle promeut l’esprit d’entreprendre à travers des conférences, des ateliers et des voyages (par exemple dans la Silicon Valley) .
Le KIT est pleinement intégré à l’écosystème entrepreneurial de Karlsruhe, qui comprend des structures comme le CyberForum, le Startup Voucher, le VC Ventures Incubator, ou encore le parc créatif « Perfekt Futur ». Ce dernier offre aux jeunes entreprises des bureaux accessibles installés dans d’anciens conteneurs maritimes réaménagés, sur le site d’un ancien abattoir municipal. Cette synergie entre excellence académique, soutien concret à l’entrepreneuriat et infrastructures municipales a valu à Karlsruhe le surnom de « Silicon Valley du sud-ouest de l’Allemagne » .

## Personnalités liées à l'Institut

### Professeurs et chercheurs

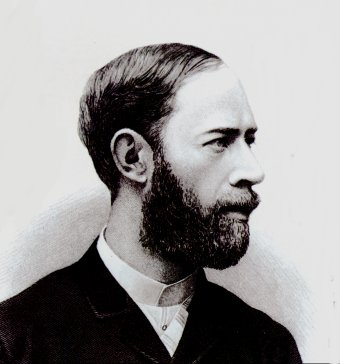
Heinrich Hertz prouva expérimentalement l'existence des ondes électromagnétiques à l'université de Karlsruhe.

| Faculté                                                | Nom |
| ------------------------------------------------------ | --- |
| Architecture                                           | Hermann Billing, Egon Eiermann, Otto Warth, Fritz Haller |
| Génie civil, géographie et sciences de l'environnement | Theodor Rehbock (de), Friedrich Engesser, Franz Dischinger, Wilhelm Paulcke, Karl Alfred von Zittel, Johann Gottfried Tulla                                                      |
| Biologie / Chimie                                      | Fritz Haber, Lothar Meyer, Robert Lauterborn (de), Lavoslav Ružička, Hermann Staudinger, Rudolf Criegee, Friedrich Walchner, Reinhart Ahlrichs                                   |
| Électrotechnique                                       | Karl Steinbuch, Engelbert Arnold (de) |
| Histoire                                               | Franz Schnabel |
| Informatique                                           | Alexander Waibel, Peter Lockemann (de), Rudi Studer, Walter F. Tichy, Gerhard Krüger                                                                                             |
| Génie mécanique                                        | Franz Grashof, Ferdinand Redtenbacher (de), Wilhelm Nußelt, Sigmar Wittig (de)                                                                                                   |
| Mathématiques                                          | Alfred Clebsch, Ernst Schröder, Lothar Collatz |
| Philosophie                                            | Hans Lenk (de) |
| Physique                                               | Ferdinand Braun, Wolfgang Gaede (de), Christian Gerthsen (de), Heinrich Rudolf Hertz, Otto Lehmann, Julius Wess, Gustav Heinrich Wiedemann, Wolfgang Wernsdorfer, Martin Wegener |
| Sciences sociales                                      | Helmut F. Spinner (de), Hanns Peter Euler (de) |
| Économie et Management                                 | Götz Werner, Reinhold Würth |

### Étudiants
| Faculté                                                | Nom |
| ------------------------------------------------------ | --- |
| Architecture                                           | Ernst von Ihne, Oswald Mathias Ungers, Albert Speer, Ludwig Levy, Robert Curjel, Ludwig Hilberseimer, Hans Kollhoff, Édouard Schimpf, Eberhard Zeidler, Wolfgang Müller-Wiener |

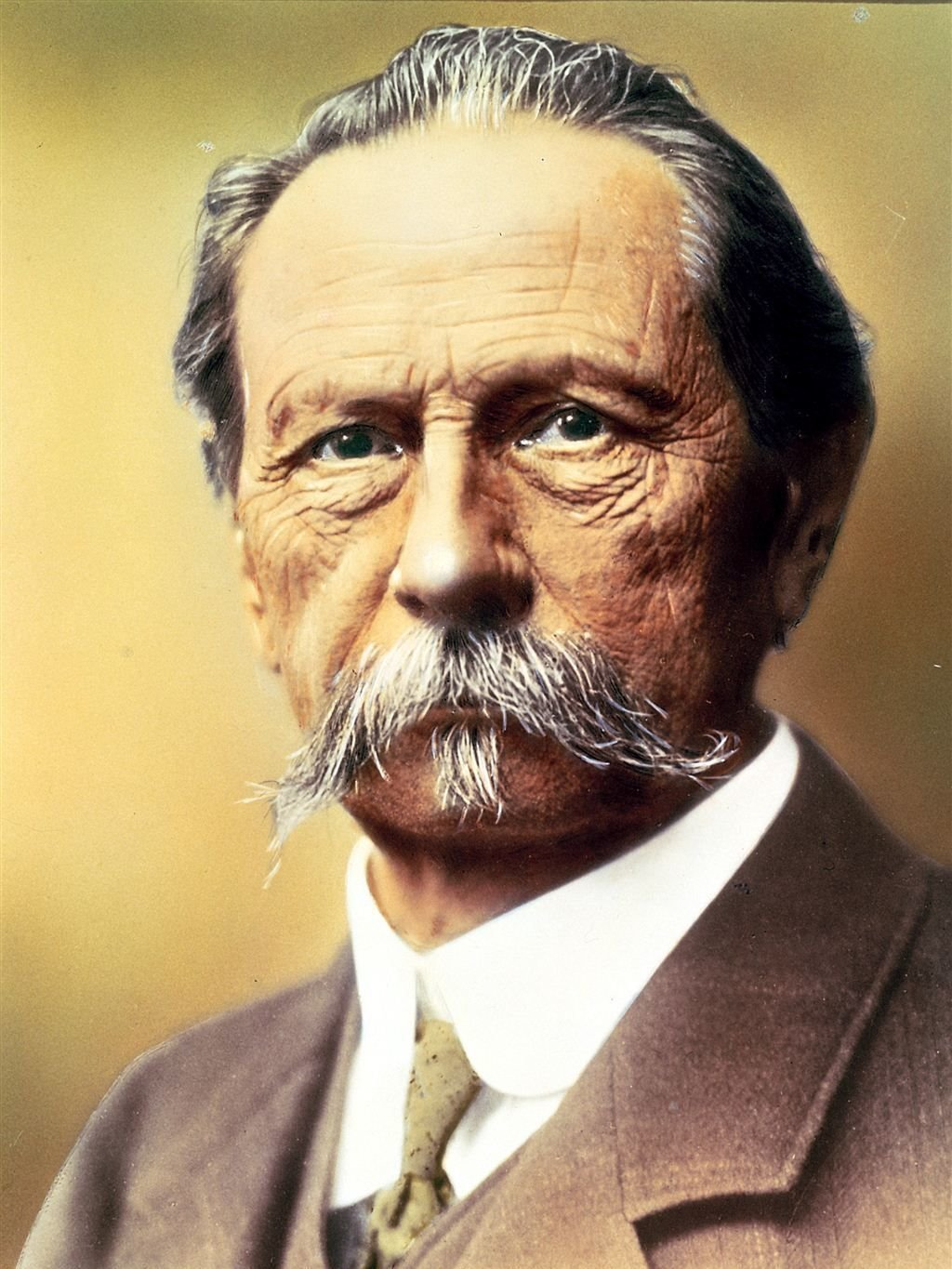
Carl Benz, inventeur de la première automobile pratique et la première voiture produite en série, a fait ses études (1861-1864) à l'université de Karlsruhe.

| Ingénierie chimique et sciences des procédés           | Michael Polanyi, Lavoslav Ružička, Helmut Zahn, Israël Zinberg, Carl Engler |
| Informatique                                           | Cordelia Schmid, Denny Vrandečić, Leif Kobbelt, Michael Waidner |
| Génie civil, géographie et sciences de l'environnement | Robert Gerwig (de), Karl Culmann, Franz Dischinger, Boudjemaa Talai, Bernhard Eitel, Gerald Haug                                                                               |
| Génie mécanique                                        | Carl Benz, Karl Culmann, Emil Škoda, Bernhard Howaldt (de), Eugen Langen, Franz Reuleaux, August Thyssen, Bodo von Borries, Amel Karboul, Roland Mack                          |
| Mathématiques                                          | Fritz Noether, Amin Shokrollahi, Georg Hamel, Stefanie Petermichl |
| Physique                                               | Alexander Gerst, Johann Jakob Balmer, Fritz-Rudolf Güntsch (de), Edward Teller, Klaus Tschira, Bernd Schmidbauer (de)                                                          |
| Électrotechnique, Sciences de l'information            | Rolf Widerøe, Dieter Zetsche, Hasso Plattner, Dietmar Hopp |
| Économie et Management                                 | Michael Rogowski (de), Joachim Nagel, Carsten Spohr, Franz Josef Radermacher, Jürgen Mack, Elizabeth Salguero, Tobias Lindner, Stefan Quandt, Fernando Carro de Prada          |

## Composition

Le vieux stade (Das alte Stadion).

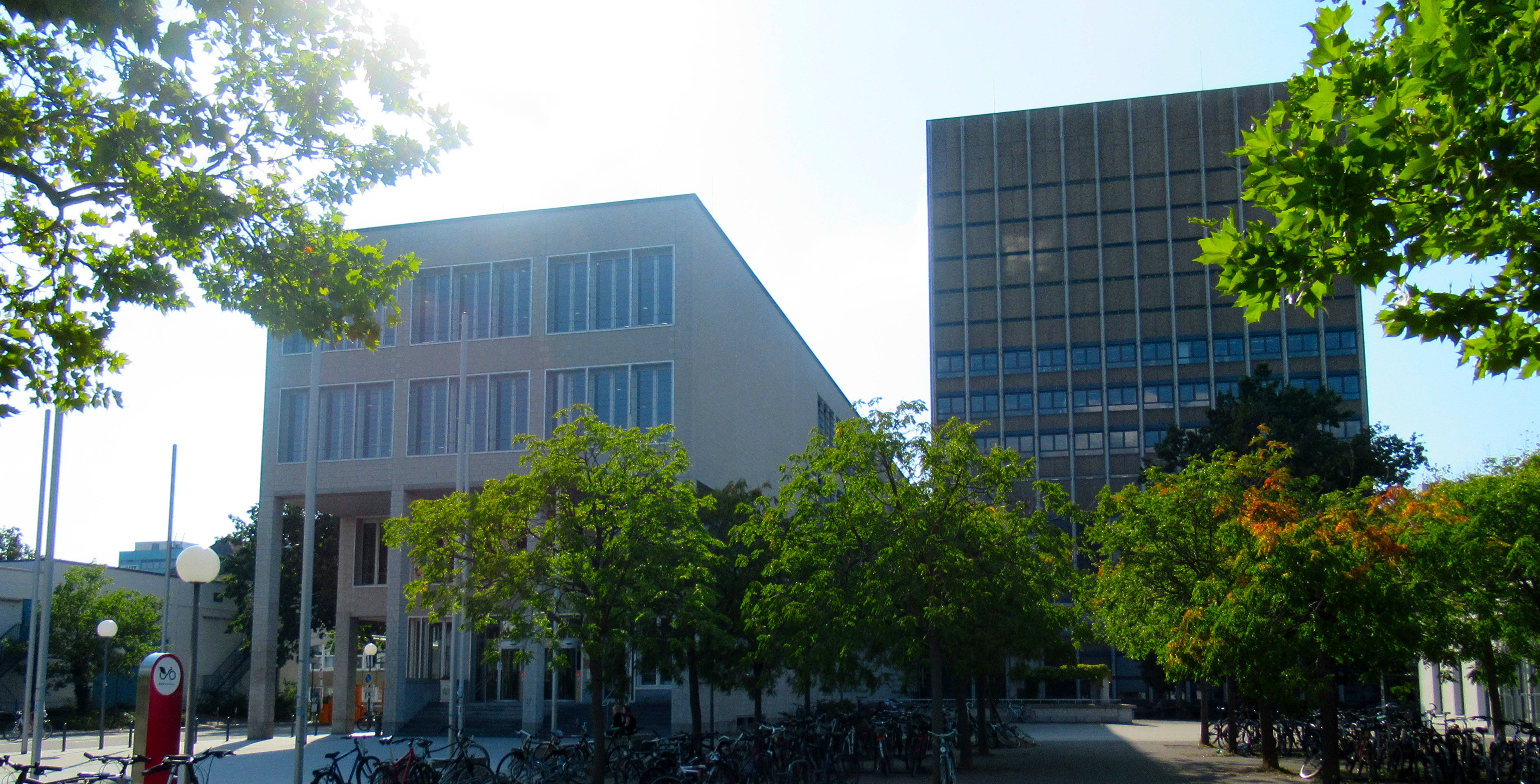
La KIT-Bibliothek est la bibliothèque centrale du Karlsruher Institut für Technologie.

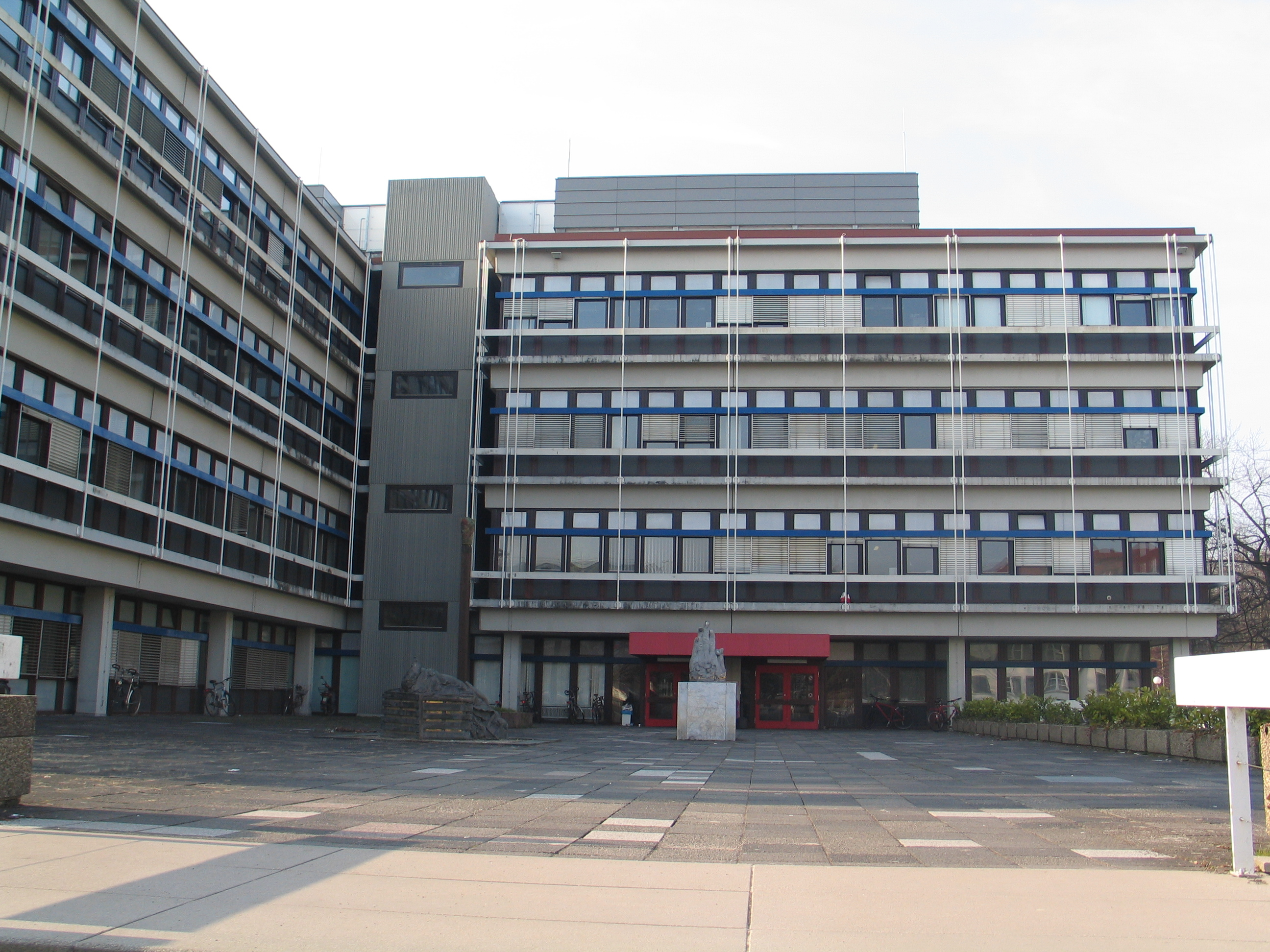
Le Scientific Centre for Computing (SCC) est un institut et le centre de données central de l'Institut de technologie de Karlsruhe (KIT).

Le KIT est implanté sur différents sites à Karlsruhe et dans ses environs. Il s'agit du campus Nord situé à l'est de Eggenstein-Leopoldshafen, du campus Sud, situé dans le centre-ville de Karlsruhe, du campus Est situé à Karlsruhe-Rintheim, au nord du cimetière principal, et du campus Ouest (Westhochschule) situé dans le nord-ouest de la ville.
D'autres sites en dehors des environs de Karlsruhe se trouvent entre autres à Dresde et Ulm.

## Bâtiments classés
Le vieux stade (Das alte Stadion) est construit sous la direction du professeur Dr. Alke (*1885 - †1967) entre 1925 et 1930. Il est doté du premier toit de tribunes en porte à faux du monde, terminé en 1934. Le gymnase est encore utilisé de nos jours par l'institut des sports (Sportinstitut). Dans les ailes extérieures du stade ont été installées des salles d'exercice pour les étudiants en architecture. Comme prévu initialement le gymnase est encore utilisé pour des activités culturelles. Le vieux stade est maintenant le siège de l'association culturelle étudiante AKK (Arbeitskreis Kultur und Kommunikation). L'été, les tribunes sont régulièrement le lieu de projections de cinéma gratuites.
La bibliothèque universitaire est également un monument classé. Elle a la particularité d'avoir le magasin dans les étages du dessus.